# アネット・ミューヴィセン
アネット・ミューヴィッセン（Annette Meeuvissen、1962年4月12日 - 2004年12月5日）は、ドイツの女性レーシングドライバー。ドイツツーリングカー選手権(DTM)に参戦していたことで知られており、エレン・ローア、ベアテ・ノードと共にDTMで活躍した女性ドライバーの1人として知られる。ローアがメルセデスの、ノードがフォードのドライバーであったのに対し、ミューヴィセンはBMWのドライバーとして活動した。

## キャリア
アネット・ミューヴィッセンは、1980年にスラロームでモータースポーツのキャリアを始めた。1982年、彼女は運転したフォード・フィエスタXR2で新しく設立されたフォード・フィエスタレディースカップに参戦。ヴンストルフ航空基地でのオープニングレースで勝利した後、彼女はシーズンの6レースの後、1位でディーラ・スタゲマンと同ポイントになった。しかし、ステゲマンはもう1回勝利を収めることができたため、チャンピオンと宣言された。
1985年のシーズンにフォードゲルストマンレーシングチームに参加し始め、ヨーロッパツーリングカー選手権に参戦。ヨルグ・ファン・オーメンと共に、彼女はフォード・エスコート RS1600iで2つの表彰台を得た。
1987年にツーリングカーレースに復帰。メルセデス・スターミッツと一緒にBMWシュニッツァーチームから世界ツーリングカー選手権のDiv.2クラスに参戦。スパ・フランコルシャン24時間レースにも参戦を経験している。ヨーロッパツーリングカー選手権では、ザントブルク戦に参戦。500 kmレースで行われたこのレースでは、7位で完走した。
1988年から1991年まで、ミューブセンはドイツツーリングカー選手権（DTM）にも出場した。
1992年にドイツのツーリングカートロフィー（DTT）に移籍したハイナー・ワイスとマーク・ギンドルフと共に参戦。スパ・フランコルシャン24時間レースにも再び参戦。総合17位で完走している。1992年のシーズン後、モータースポーツのキャリアを終え、BMWのドライビングインストラクターとして活躍した。
ナミビアで慈善活動も行っており、ホームレスや負傷した動物のための農場を開設した。1995年にドイツに戻り、1996年から2002年までフライトアテンダントとしても活躍。しかし、癌を患っている事が判明。幼稚園の教員免許の取得中であったが、断念せざるをえなかった。2004年12月5日、長期に渡る闘病生活の末、癌の悪化により死去した。